# Ткаченко, Григорий Амвросиевич
Григорий Амвросиевич Ткаченко (21 января 1904, Киевская губерния — 30 сентября 1973, Киев) — советский партийный деятель, Герой Социалистического Труда (1958).
руководил "чорной метлой" выморил голодом жителей с. Соколовка.  в 1932-1933.

## Биография
Родился 21 января 1904 года в селе Соколовка Киевской губернии Российской империи семье крестьянина-бедняка. Член ВКП(б) с 1929 года.
После Великой Октябрьской Социалистической Революции избирался председателем сельского комитета бедноты, председателем сельского Совета депутатов трудящихся, секретарём парторганизации, председателем колхоза в Гребёнковском и Попельнянском районах. После окончания Высшей сельскохозяйственной коммунистической школы, работал директором областной школы переподготовки колхозных работников.
С 1937 года Г. А. Ткаченко на партийной работе: избирается первым секретарём Уманского и Рокитянского райкомов партии. Затем направлен на работу в Западную Украину. В октябре 1939 года был главой Временного управления города Тарнополя, избирался депутатом Народного Собрания Западной Украины, был членом Секретариата НСЗУ. 27 ноября 1939 утверждён вторым секретарём Тарнопольского горкома ВКП(б), а затем первым секретарём Шумского райкома партии Тарнопольской области.
Во время Великой Отечественной войны Г. А. Ткаченко находился на партийно-политической работе в Красной Армии. С августа 1941 года воевал в должности старшего инструктора 4-го отделения 5-й армии, с октября 1941 года — в должности старшего инструктора 4-го отдела политуправления Юго-Западного фронта. Курировал переброску партизанских отрядов в тыл врага, а также подбор кадров для партизанского движения. Принимал непосредственное участие в боевых действиях, в том числе в Сталинградской битве. Затем был замполитом 306-го гвардейского зенитно-артиллерийского полка РГК. Боевой путь завершил в звании гвардии майора на территории Германии. С 1946 года и до выхода на пенсию в течение 25 лет Григорий Амвросиевич работал первым секретарём Белоцерковского райкома Компартии Украины Киевской области. Г. А. Ткаченко скончался 30 сентября 1973 года в г. Киев, УССР.

## Награды
Ордена
- Герой Социалистического Труда (26.02.1958);
- Орден Ленина (26.02.1958);
- Орден Красного Знамени (21.04.1945);
- Орден Отечественной войны 2-й степени (20.08.1944);
- Орден Трудового Красного Знамени — дважды;
- Орден Красной Звезды (29.01.1943).

Медали:
- Медаль «За оборону Сталинграда» (1943)
- Медаль «За оборону Киева»;
- Медаль «За освобождение Варшавы»;
- Медаль «За взятие Берлина»;
- Медаль «За победу над Германией»;
- Государственная награда Польской Народной Республики — Медаль «Заслуженным на поле Славы»
- Почётная Грамота Президиума Верховного Совета Украинской ССР.